# Historic Crew Stadium
L'Historic Crew Stadium (conosciuto come Columbus Crew Stadium fino al 3 marzo 2015 e come MAPFRE Stadium fino al 2020) è uno Stadio situato a Columbus, negli Stati Uniti d'America. Lo stadio è stato inaugurato nel 1999 e più volte rinnovato. Lo stadio ha ospitato le partite casalinghe dei Columbus Crew. Ha una capienza di 24.741 persone. Dopo il trasferimento della squadra nel nuovo stadio, la struttura è diventata il centro di allenamento dei Crew e ospita le partite casalinghe della squadra riserve nella MLS Next Pro, il Columbus Crew 2. 
Oltre ad ospitare le partite casalinghe del Columbus Crew 2, lo stadio ha ospitato alcune partite della nazionale maggiore maschile e femminile.